# Хлорид кальция
Хлори́д ка́льция, CaCl2 — химическое неорганическое вещество; кальциевая соль соляной кислоты. Неядовит, зарегистрирован в качестве пищевой добавки E509.
Белые кристаллы плотностью 2,15 г/см³, температура плавления — 772 °C. Обладает высокими гигроскопическими свойствами. Растворимость (г на 100 г H2O): 74 (20 °C) и 159 (100 °C). Водные растворы хлорида кальция замерзают при низких температурах (20%-й — при −18,57 °C, 30%-й — при −48 °C).
CaCl2 образует гидрат CaCl2·6H2O, устойчивый до 29,8 °C; при более высоких температурах из насыщенного раствора выпадают кристаллогидраты с 4, 2 и 1 молекулами H2O. При смешении CaCl2*6H2O (58,8 %) со снегом или льдом (41,2 %) температура понижается до −55 °C (криогидратная точка).

## Производство

Структура полимерного гексагидрата хлорида кальция [Ca(H_{2}O)_{6}]^{2+}.

Природный минерал гексагидрата хлорида кальция, ставший известным как антарктицит, был впервые обнаружен на дне солёного озера Дон-Жуан на Земле Виктории в Антарктиде.
Получают как побочный продукт в производстве соды (в процессе рекуперации аммиака):
{\displaystyle {\mathsf {2NH_{4}Cl+Ca(OH)_{2}\rightarrow 2NH_{3}\uparrow +CaCl_{2}+2H_{2}O}}}.
Во многих частях света хлорид кальция получается как побочный продукт из известняка по методу Сольве со следующей реакцией:[перепроверить]
2 NaCl + CaCO3 → Na2CO3 + CaCl2
Потребление в Северной Америке в 2002 году составляло 1529000 тонн.
Как и в других солях, в хлориде кальция могут встречаться следовые количества других катионов щелочных и редкоземельных металлов групп 1 и 2, а также анионов других галогенов 17 группы таблицы химических элементов.

## Химические свойства
Хлорид кальция вступает в обменные и окислительно-восстановительные реакции с: 
Карбонатом натрия с образованием нерастворимого карбоната кальция:
{\displaystyle {\ce {CaCl2 + Na2CO3 -> CaCO3v + 2NaCl}}}
Серной кислотой с образованием хлороводорода и сульфата кальция:
{\displaystyle {\ce {CaCl2 + H2SO4 -> CaSO4v + 2HCl}}}
С концентрированной серной кислотой реакция протекает с образованием гидросульфата кальция
{\displaystyle {\ce {CaCl2 + 2H2SO4 -> Ca(HSO4)2v + 2HCl}}}

## Применение
В химической лаборатории хлорид кальция применяется в качестве наполнителя для осушающих трубок, также называемых хлоркальциевыми, предназначенных для изоляции веществ в сосуде от водяных паров атмосферы и для осушки газов. В первом случае такая трубка прямая или согнута под углом 90 градусов и имеет один шарообразный участок, во втором она согнута в виде буквы U и имеет два шарообразных участка.
- Для получения металлического кальция, для осушки и понижения точки росы технологического и импульсного газа
  - на газораспределительных станциях, компрессорных станциях магистральных газопроводов;
  - на автогазонаполнительных компрессорных станциях;
  - на объектах газодобычи при подготовке газа к транспортировке.

Кроме того, он применяется в следующих областях:
- В пищевой промышленности:
  - в смягчении говядины и баранины (снижение затрат на заморозку, хранение и погрузку);
  - в консервировании овощей и фруктов (хранение яблок с пропиткой 8 % раствором)[5]
  - как отвердитель в продуктах питания (загуститель для получения низкокалорийных желе);
  - в молочной промышленности при производстве ферментированных молочных продуктов играет большую роль в формировании сгустка. Добавление ведёт к увеличению выхода конечного продукта, а также улучшает его свойства;
  - в регулировании жёсткости воды при производстве слабоалкогольных и безалкогольных напитков;
  - в изготовлении хлеба (консервант);
- как ускоритель схватывания цемента;
- как противогололёдное средство;
- в медицине;
- при транспортировке замороженных грузов морем — для избежания замерзания воды в дренажной системе;
- замораживание грунтов хлористым кальцием[6];
- для приготовления жидкости глушения при проведении ремонта на нефтяных и газовых скважинах;
- в изготовлении биокирпича.

### Обеспыливание грунтовых дорог

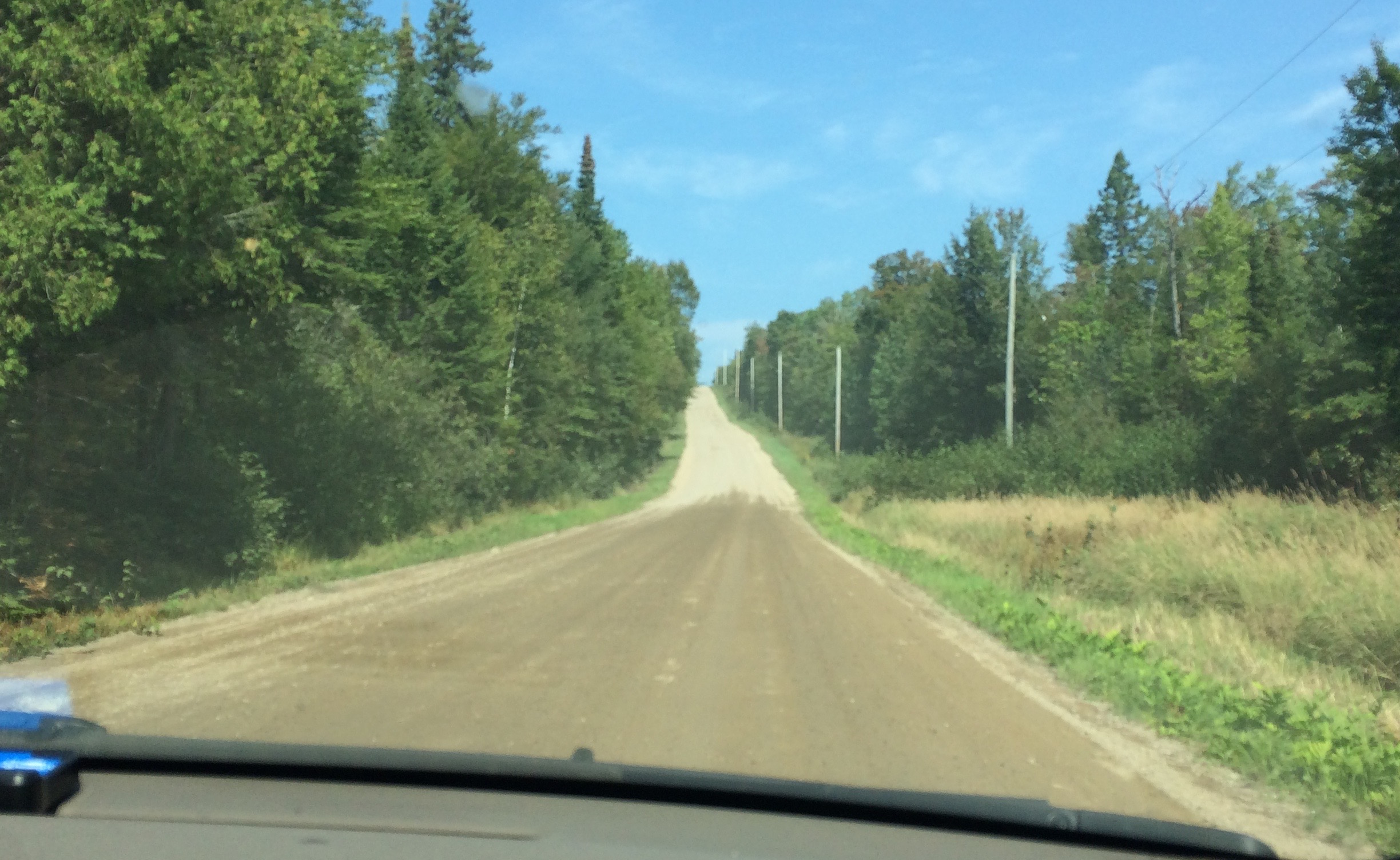
Разбрызгивание раствора хлорида кальция препятствует испарению влаги и образованию пыли.

Второе по массовости применение хлорида кальция использует гигроскопичность (стремление захватывать влагу) этого соединения, в результате чего образуется липкий гидрат. Концентрированный раствор делает поверхность грунтовой дороги немного влажной и предотвращает образование пыли. Удержанные в гидрате мелкие частички образуют липкий слой. Если бы этого не происходило, частички бы разлетались, приводя к смещению более крупных частиц и постепенному разрушению дороги. Использование хлорида кальция снижает необходимость в разравнивании дороги на 50 % и на 80 % снижает образование ям, которые необходимо заделывать.

## Возможная опасность
В малых количествах и при этом насыщенный влагой хлорид кальция не является токсичным материалом. Однако сухой хлорид кальция крайне гигроскопичен, что может являться источником опасности, поскольку при попадании на кожу интенсивно сушит и раздражает её. При растворении твёрдого хлорида кальция выделяется энергия, поэтому при употреблении внутрь этот экзотермический процесс может приводить к ожогам полости рта и внутренних органов. Употребление внутрь концентрированного раствора приводит к нарушению пищеварения и поражению внутренних органов.
Употребление хлорида кальция может привести к гиперкальциемии.